# 巴斯曼纳亚区
巴斯曼纳亚區（羅馬化：Basmanny rayon）是莫斯科中央行政區的一个区，面积8.37平方公里，人口111,289人。与红村区、塔甘卡区、特维尔区、索科利尼基区、猎鹰山区和列福尔托沃区接壤。它的名称来自于巴斯曼纳亚农庄。巴斯曼司法产生于这里的法院。10个地铁站及库尔斯克火车站位于该区，МЦД-2 经过该区。